# 賓·沙夏
賓·沙夏（Ben Sahar），以色列職業足球員，司職前鋒及翼鋒，目前效力以色列足球超级联赛球隊比亞斯華夏普爾。他是以色列、波蘭（母系）混血兒，持有波蘭護照。賓·沙夏代表以色列國家足球隊作賽，曾是以色列歷來最年青的大國腳。

## 生平

### 球會
賓·沙夏出身特拉維夫夏普爾，於2006年到英超球會車路士試訓後獲得一紙合約，惟未能進入一隊陣容，期間分別被外借到昆士柏流浪、錫周三、樸茨茅夫及迪加史卓普。2009年6月22日轉投西甲球會愛斯賓奴，簽約四年。

### 國家隊
賓·沙夏於2007年2月7日首次代表以色列友賽烏克蘭，時年僅17歲半，成為以色列歷來最年青的大國腳，這紀錄保持到2008年才被阿苏林（Gai Assulin）打破。

## 外部連結
- 足球数据库：賓·沙夏的球员统计数据